# نور لملوم
نور لملوم عبد الوهاب الشهير بأسم نور لملوم (ولد في سبتمبر عام 1993)، ممثل مصري ومؤلف ومغني راب ومقدم برامج.

## عن حياته
ولد نور لملوم في عام 1993، وتخرج من كلية الإعلام في الكلية الكندية الدولية (CIC) كان نور يحلم دائمًا بأن يصبح مقدم برامج تلفزيوني منذ أن بدأ دراسته الجامعية، وركز على تعلم كيفية القيام بالكتابة الإبداعية حتى يتمكن من إنشاء محتوى أفضل لعروضه ومقاطع الفيديو التي ينشرها على وسائل التواصل الاجتماعي، اكتشف أن لكي يكون جيدًا في شيء ما، يحتاج إلى العمل الجاد وممارسة نفسه، وليس فقط الاعتماد على تعليمه. لقد مر الوقت واكتشف أن ما يهمه حقًا هو التوجيه. ولكن لكي يكون مخرجًا جيدًا، كان يحتاج إلى القيام بعمل جيد لا يساعده أحد على إخراج أحد الهواة، لقد علم نفسه تحرير الفيديو، والإنتاج، والفيديو، وأي شيء ضروري لجعل رؤاه قابلة للحياة. مر الوقت مرة أخرى واكتشف أنه أحب كل هذه الجوانب بقدر ما أحب التوجيه والكتابة. في النهاية، علم نفسه كيفية إنتاج أغنية كاملة وحتى غنائها بنفسه، وقد مارس وعمل بجد ليصبح مغنيًا على رأس كل الأشياء الأخرى التي يقوم بها، والسبب في أنه قرر تعلم كيفية الغناء هو جعل برنامجه فريدًا ومختلف عن أي وسائل إعلام اجتماعية أخرى، لقد أراد بشكل أساسي أن يصبح مقدم برامج تلفزيونية، وانتهى به الأمر إلى أن يكون كل شيء آخر حتى يتمكن من الوصول إلى هدفه كمقدم في برنامجه الناجح الخاص به، برنامج الرجالة بتجرب.

## أعماله
- برنامج الرجالة بتجرب [3]
- مقدم برنامج البداية حلم مع المذيع احمد رأفت [4]
- أغنية لسه عايشه [5]
- أغنية لينا [6]
- مقدم برنامج بموقع دوت مصر [7]
- اعلان مصر للدعم السياحة[8][9]